# Sophona halictipennis
Sophona halictipennis är en fjärilsart som beskrevs av Walker 1856. Sophona halictipennis ingår i släktet Sophona och familjen glasvingar. Inga underarter finns listade i Catalogue of Life.